# Viana de Jadraque
Viana de Jadraque ist ein zentralspanischer Ort und eine Gemeinde (municipio) mit nur noch 41 Einwohnern (Stand: 2024) in der Provinz Guadalajara in der Autonomen Region Kastilien-La Mancha. Die Gemeinde gehört zur dünnbesiedelten Region der Serranía Celtibérica; sie liegt an der einst häufig von Händlern und Pilgern genutzten und von Alicante bzw. Valencia nach Burgos führenden Ruta de la Lana.

## Lage und Klima
Der etwa 875 m hoch gelegene Ort Viana de Jadraque liegt am Río Salado auf der Westseite des Iberischen Gebirges. Die Provinzhauptstadt Guadalajara ist ca. 67 km (Fahrtstrecke) in südwestlicher Richtung entfernt; die sehenswerte Kleinstadt Sigüenza liegt nur knapp 21 km nordöstlich. Das Klima im Winter ist gemäßigt, im Sommer dagegen warm bis heiß; die eher geringen Niederschlagsmengen (ca. 475 mm/Jahr) fallen – mit Ausnahme der nahezu regenlosen Sommermonate – verteilt übers ganze Jahr.

## Bevölkerungsentwicklung
| Jahr      | 1857 | 1900 | 1950 | 2000 | 2019 |
| Einwohner | 177  | 252  | 236  | 53   | 46   |

Aufgrund der Mechanisierung der Landwirtschaft, der Aufgabe bäuerlicher Kleinbetriebe und des daraus resultierenden Verlusts von Arbeitsplätzen ist die Einwohnerzahl der Gemeinde seit der Mitte des 20. Jahrhunderts stark rückläufig (Landflucht).

## Wirtschaft
Aufgrund der Höhenlage der Gemeinde war die Feldwirtschaft nur sehr eingeschränkt möglich. Man widmete sich deshalb – vorrangig zur Selbstversorgung – der Viehwirtschaft, deren haltbare oder haltbar gemachte Produkte (Tierhäute und Wolle sowie Käse und Würste) bei fahrenden Händlern auf der Ruta de la Lana getauscht oder an diese verkauft wurden.

## Geschichte
Auf dem Gemeindegebiet wurden Überreste eines keltiberischen Castrums entdeckt. Aus römischer und westgotischer Zeit fehlen dagegen Erkenntnisse. Im Jahr 712 eroberten islamisch-maurische Heere das Gebiet; die Mauren/Berber beherrschten es bis zur Rückeroberung (reconquista) im Jahr 1085 als König Alfons VI. von León die Grenzen der christlichen Einflusssphäre bis auf die Höhe von Toledo vorschob. Im 15. Jahrhundert kam der Ort unter die Dominanz der Stadt Jadraque.

## Sehenswürdigkeiten
- Die von einem Glockengiebel (espadaña) überhöhte einschiffige Kirche der Unbefleckten Empfängnis (Iglesia de la Inmaculada Concepción) ist ein Bau des 19. Jahrhunderts. Bis dahin diente die kleine Friedhofskapelle als Gemeindekirche.
- Ein Waschhaus (lavadero) steht am Ortsrand.
- Eine Wassermühle diente auch als Töpferei.